# Chilarchaea
Chilarchaea és un gènere d'aranyes araneomorfes de la família dels mecismauquènids (Mecysmaucheniidae). Fou descrit per primera vegada l'any 1984 per Forster & Platnick.
Segons el World Spider Catalog amb data de desembre de 2018, només té una espècie: Chilarchaea quellon. Viu a Xile i Argentina.